# Supertorpe
Supertorpe fue una sitcom argentina de comedia slapstick emitida por Disney Channel Latinoamérica desde el 18 de julio de 2011 y por la cadena argentina Telefe desde el 23 de agosto de 2011 hasta el 14 de diciembre de 2011. La serie fue producida por Utopía, RGB Entertainment y Disney Channel Latinoamérica. Es protagonizada por Candela Vetrano y Pablo Martínez.

## Sinopsis
Ella en realidad es «Super T», (Super Truper), pero, al ser demasiado torpe, la llaman «Super Torpe» y a Poli le molesta que le digan así. Poli (Candela Vetrano) conoce las posibilidades que sus poderes podrían darle, pero no consigue dominarlos. Así, su torpeza desatará desastres varios, como congelar a todos sus compañeros de colegio al desear detener el tiempo en un momento feliz, quedar atrapada en la pared con medio cuerpo adentro y medio cuerpo afuera al intentar teletransportarse de una habitación a otra, o dejar sorda por unos minutos a la directora del colegio al cantar una canción con su super voz chillona. Por fortuna, su hermano Filo – cuyo único superpoder es ser insoportablemente inteligente – siempre se encarga de cubrir los destrozos que Poli produce con sus torpezas y evitar que se revele su don secreto.
El único lugar en el que Poli se siente en control de sus poderes es en sus sueños, donde no solo logra dominarlos a la perfección sino que además lo hace vistiendo un traje de superheroína glamorosa. Además, en su mundo onírico ella canta como los dioses y logra conquistar a Félix (Pablo Martínez), su compañero de clase del que está perdidamente enamorada. Con la ayuda de su hermano Filo, su mejor amiga Mía y su niñera china Chin Chan – quien es, en realidad, una entrenadora profesional de super héroes - Poli intentará aprender a dominar sus poderes para convertirse en la superheroína que está destinada a ser y luchar contra el mal, mientras lidia con los altibajos de la adolescencia y el desafío de crecer.

## Reparto

### Principales
- Candela Vetrano como Paula "Poli" Truper / Super T.

- Pablo Martínez como Félix Tarner.

- Olivia Viggiano como Mía Nichols.
- Facundo Parolari como Felipe "Filo" Truper.
- Chen Min como Chin Min.

### Recurrentes
- Adriana Salonia como Gloria Truper.
- Fabián Pizzorno como Rafael Tarner.
- Pía Uribelarrea como Miss Espina.
- Lourdes Mansilla como Ana "Anita".
- Nicole Luis como Mora.
- Melina Lezcano como Carolina.
- Yair Juri como Ariel Cipola.
- Darío Fontana como amigo de Félix.
- Chan Sung Kim como Chun.
- María José Castorino como Gloria (joven).
- Nahuel Huapi como Sr. Truper (joven).
- Marcelo Melingo como Sr. Truper (adulto).

### Invitados
- Sofía Reca como Mercedes "Mechi" (Primera temporada, episodio: "La sustituta").
- Rocío Igarzábal como Lucía "Luchy" (Segunda temporada, episodio: "Misión imposible: Cantar").
- Mike Zubi como Antonin (Segunda temporada, episodio: “De París con amor")

## Episodios
| Temporada | Episodios | Hispanoamérica       | Hispanoamérica           | Argentina (Telefe)   | Argentina (Telefe)      | España              | España                |
| Temporada | Episodios | Comienzo             | Final                    | Comienzo             | Final                   | Comienzo            | Final                 |
| --------- | --------- | -------------------- | ------------------------ | -------------------- | ----------------------- | ------------------- | --------------------- |
| 1         | 26        | 18 de julio de 2011  | 23 de agosto de 2011     | 23 de agosto de 2011 | 5 de octubre de 2011    | 16 de enero de 2012 | 28 de febrero de 2012 |
| 2         | 26        | 24 de agosto de 2011 | 28 de septiembre de 2011 | 6 de octubre de 2011 | 13 de diciembre de 2011 | 2 de mayo de 2012   | 13 de marzo de 2013   |

## Teatro
En noviembre de 2011 se presentó en el Teatro Opera de Buenos Aires, la versión teatral de SuperTorpe, protagonizada por Vetrano, Martinez y el resto del elenco de la serie de televisión, con las canciones interpretadas en el ciclo.

## Súper Bonus
Segmento del programa dedicado al backstage de las grabaciones y a las notas con los actores de la tira. El mismo pretendía que los televidentes pudieran conocer a los actores más allá de sus personajes. Dicho segmento tuvo al actor Stéfano De Gregorio como conductor.

## Videoclips
El 4 de julio de 2011 durante el segmento del Zapping Zone de Disney Channel, se estrenó el primer videoclip de la canción Por vos, cantada por Candela Vetrano.
El 19 de agosto de 2011 antes del episodio de Supertorpe por Disney Channel, se estrenó el segundo videoclip de la canción Mírame, cantada por Candela Vetrano.
El 12 de septiembre de 2011 después del episodio de Supertorpe por Disney Channel, se estrenó el tercer videoclip de la canción Día perfecto, cantada por Pablo Martínez.
El 8 de noviembre de 2011 después del episodio de Supertorpe por Disney Channel, se estrenó el cuarto videoclip de la canción Gracias,  cantada por Candela Vetrano.

## Premios y nominaciones
| Año  | Premio                       | Categoría                    | Nominado        | Resultado |
| ---- | ---------------------------- | ---------------------------- | --------------- | --------- |
| 2011 | Premios Martín Fierro        | Mejor Serie Infantil/Juvenil | Supertorpe      | Ganadora  |
| 2012 | Kids Choice Awards Argentina | Actriz Favorita              | Candela Vetrano | Nominada  |